# Esclavage en Chine

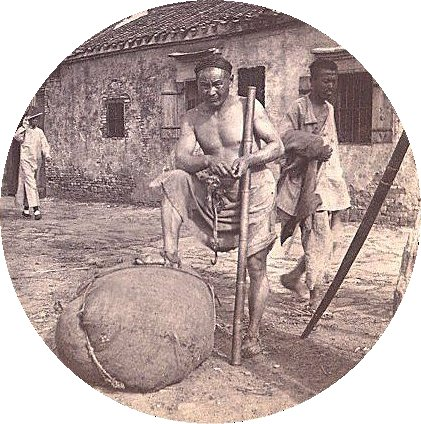
Coolie vers 1900 à Zhenjiang en Chine. Le piquet de bambou sur lequel il se tient servait à hisser et transporter le paquet à ses pieds, tenant le piquet sur son épaule et le paquet appuyée contre son dos. Sur le côté gauche de l'image, en arrière-plan, un autre homme utilise la même technique pour porter une lourde charge.

L'esclavage en Chine a revêtu de nombreuses formes au cours de l'Histoire. La mentalité chinoise considère les esclaves comme à mi-chemin entre l'humain et l'objet (半人, 半物). Les empereurs ont à plusieurs reprises tenté d'interdire l'esclavage privé car les esclaves étaient plus dévoués à leur maître qu'à leur souverain. Ils pouvaient devenir des meurtriers si leur maître le leur ordonnait. Les esclaves privés étaient devenus dangereux pour la société. L'esclavage fut à plusieurs reprises aboli, jusqu'à la loi de 1909,, pleinement entérinée en 1910, bien que la pratique de l'esclavage ait perduré jusqu'au moins 1949 . Toutefois, l’ONG australienne Walk Free mentionne plus de 3 millions d'esclaves en Chine, en 2016.

## Dynastie shang (1570 à 1045 av J-C)
L'esclavage existe en Chine depuis au moins la Dynastie Shang, sous laquelle on estime qu'environ cinq pour cent de la population était asservie. La dynastie Shang portait également le nom de « société des esclaves ». Sous cette dynastie, il y avait des guerres pour les territoires et des esclaves. Ces derniers étaient la plupart du temps des criminels, prisonniers de guerre ou encore fils d'esclaves. D'autres devenaient des esclaves parce qu'ils avaient des dettes. Les sacrifices humains furent inventés durant la dynastie Shang. On y brûlait des femmes et des esclaves pour les enterrements de leur maître ou d'autres nobles car ils croyaient que les morts pouvaient en profiter dans l'au-delà.

## Dynastie Qin (221 à 206 av J-C)
Les hommes condamnés à la castration devenaient des esclaves eunuques sous la dynastie Qin, et devaient travailler pour elle, dans le cadre de projets tels que l'Armée de terre cuite.
Le gouvernement Qin confisquait les biens et réduisait en esclavage la famille de ceux qui étaient condamnés à la castration, châtiment des violeurs.
Les esclaves étaient déchus de leurs droits et n'avaient plus le droit de voir leur famille et servirent à la construction de la grande muraille de Chine.

## Dynastie Han (206 av J-C jusqu'en 220 ap J-C)
L'un des premiers édits de l'Empereur Gao fut d'affranchir les agriculteurs asservis au cours de la période des Royaumes combattants, bien que les serviteurs domestiques conservent leur statut.
Les hommes condamnés à la castration sous la dynastie Han étaient également condamnés aux travaux forcés.
En conséquence de certaines lois légistes, la dynastie Han a ordonné que les biens et familles des criminels condamnés à trois ans de travaux forcés ou à la castration soient saisis et mis à la disposition du gouvernement.

## Dynastie Xin (9-23 ap J-C)
Dans ses réformes des lois du pays, l'esclavage était autorisé mais la vente prohibée. Le rapide écroulement de sa dynastie mène au rétablissement de l'un et l'autre. En Chine, les mesures adoptées par Wang Mang (interdiction de la vente des esclaves en 9 ap J-C) auraient conduit à l'abolition pure et simple de l'esclavage, si elles n'avaient pas été révoquées devant l'opposition qu'elles soulevaient.

## Trois Royaumes (220-280)
Au cours de la période des Trois Royaumes, plusieurs statuts intermédiaires entre celui d'homme libre et celui d'esclave ont été établis, mais il est peu probable qu'aucun d'entre eux ait concerné plus d'un pour cent de la population.

## Dynastie Tang (618-907)

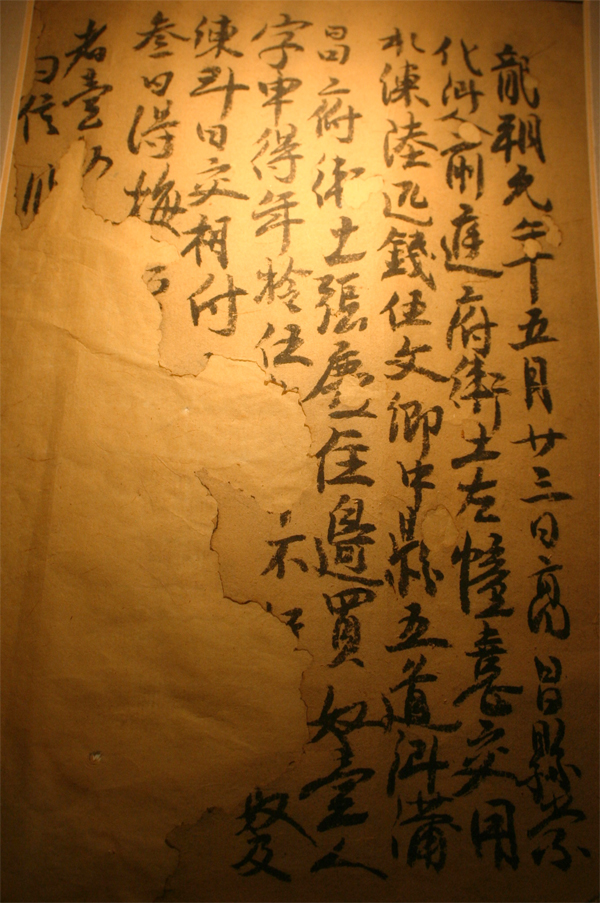
Un contrat de la dynastie Tang qui enregistre l'achat d'un esclave âgé de 15 ans pour six rouleaux de soie unie et cinq pièces de monnaie.

La loi Tang empêchait de réduire en esclavage des hommes libres : il fallait pour vendre légalement quelqu'un comme esclave le posséder comme tel. Le commerce d'esclaves s'est grandement développé au sein des marchés de la Route de la Soie à cette époque, on dispose de nombreux exemples de marchands sogdiens vendant leurs esclaves à des Chinois.
La loi chinoise considérait les esclaves et les hommes libres comme deux classes différentes, les premiers étant considérés comme des criminels. Seuls les criminels et les étrangers pouvaient être réduits en esclavage en Chine. Les unions entre esclaves étrangers et femmes chinoises étaient prohibées.
Au cours de leurs expéditions militaires en Corée, en Mongolie, en Asie centrale et en Inde, les armées Tang capturèrent des étrangers et en firent des esclaves. Après avoir exécuté les hommes, les armées Tang emmenaient leur bétail et leurs femmes, réduites en esclavage, afin de les amener à la cour impériale ou auprès de leurs alliés.
Il arrivait que des Perses soient enlevés par des pirates et enfermés en Wan-an, sur l'île d'Hainan, avant d'être vendus. Des Samanides en Transoxanie vendirent des Turcs aux Chinois.
Un Chinois libre ne pouvait être légalement vendu comme esclave, à moins qu'il ne se vende lui-même volontairement. Quiconque tentait de vendre un Chinois libre était exécuté. En revanche, les représentants de tous les autres peuples pouvaient être réduits en esclavage, qu'ils le veuillent ou non. Les aborigènes méridionaux constituaient la plus abondante source d'esclaves. Des Turcs, des Perses et de femmes coréennes étaient en outre vendus comme esclaves, et même recherchés par les plus fortunés. La Chine souffrit d'un manque de femmes nubiles, ce qui mena à de massifs achats de femmes coréennes pour compenser cela. La demande chinoise de jeunes Coréennes afin d'en faire des concubines a permis la création d'un lucratif marché pour les pirates des mers autour de la Corée, qui vendaient leurs prises à Shandong, en Chine. Le gouverneur chinois de Shandong interdit ce trafic en 692,.
Le trafic de jeunes filles aborigènes du sud fut également pratiqué, bien que les autorités chinoises aient tenté de l'interdire, ils n'y parvinrent jamais vraiment Des esclaves indiens, malais et africains furent aussi vendus aux chinois : ils sont mentionnés comme ayant la peau noire et les cheveux bouclés ou ondulés.
Les lois des Tang considéraient les esclaves à peu près comme du bétail, ne disposant pas des droits des véritables êtres humains. Une femme libre ne pouvait épouser un esclave.
En général, le bouddhisme chinois pratiquait l'esclavage. À l’apogée de la carrière de Huang Po, en 842 , une décision de la cour de tenta de réduire la taille, la richesse et la puissance du clergé bouddhiste en décrétant que les moines ne seraient légalement autorisés de détenir qu'un esclave mâle et les religieuses deux femmes esclaves.

## Dynastie Song (960-1279)

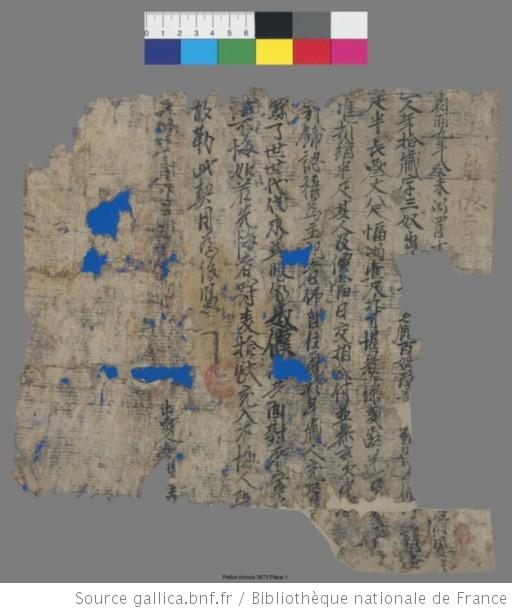
Contrat de vente d'esclave : un esclave âgé de 10 ans, surnommé San nu 三 奴 est vendu pour de la soie juan et une chèvre. Daté du 4e mois intercalaire de la 9e année zhen ming (mai 923).

Les campagnes des Song contre leurs voisins occidentaux et septentrionaux leur valurent de nombreux prisonniers, mais des réformes ont été mises en place afin de faciliter le passage de l'état d'esclave à celui d'homme libre.

## Dynastie Yuan (1279-1368)
La dynastie Yuan mongole favorisa grandement l'esclavage en Chine et rétablit de nombreuses lois très sévères en la matière. Toutefois, les Chinois étant très intégrés en leur culture, de tels « esclaves » parvenaient souvent à obtenir un certain pouvoir, possédant parfois eux-mêmes des esclaves. Au point que lors des révoltes d'esclaves, on s'en prenait parfois à leurs biens avant même de s'intéresser à ceux des Mongols.

## Dynastie Ming (1368-1644)
Après avoir défait la dynastie Yuan, l'empereur Hongwu a officiellement tué tous les esclaves de Chine, bien que la pratique ait perduré.
Les Javanais envoyèrent 30 000 « esclaves noirs » comme tribut à la dynastie Ming en 1381.
Lorsque la dynastie Ming vint à bout des révoltes Miao, en 1460, sous le règne de l'empereur Zhengtong, 1565 garçons furent castrés ; 329 d'entre eux en périrent, les autres devinrent esclaves eunuques,,. Il fallut en outre castrer 329 garçons de plus pour remplacer ceux qui avaient péri.
Les années 1630 connurent de nombreuses révoltes d'esclaves, qui eurent pour conséquences des lois limitant le nombre d'esclaves par foyer.

## Dynastie Qing (1644-1912)
La dynastie Qing a commencé par superviser l'expansion de l'esclavagisme avec par exemple le booi aha. Néanmoins, dans la Chine historique, des réformes progressives ont amené les esclaves et les serfs au statut de paysans. L'empereur Kangxi affranchit tous les esclaves héritiers de Mandchou en 1685, et l'empereur Yongzheng avait l'intention d'émanciper les autres dans les années 1720.
Ailleurs, la fin de l'esclavage suivant l'émancipation des Antilles Britanniques conduit à l'augmentation de la demande d'une main d'œuvre chinoise bon marché, connue sous l’appellation de coolies. Les maltraitances variaient de conditions proches de celles d'esclaves (celles-ci étant entretenues par des recruteurs et des négociants au milieu du XIXe siècle au Hawaï et à Cuba) jusqu'aux tâches relativement dangereuses données aux Chinois pendant la construction des voies ferrées de la compagnie Central Pacific dans les années 1860.
Dans les années 1860, des adolescents sont enlevés en Chine pour être vendus de 10 à 100 dollars aux États-Unis, en fonction de leur age, de leur santé et de leur force. En 1868, ce trafic avait pris une telle ampleur que des esclaves étaient vendus ouvertement aux enchères en Californie.

### Taiping
Hong Xiuquan abolit l'esclavage et la prostitution sur son territoire dans les années 1850 et 1860.

## Guerre civile chinoise (1927–1950)
Stuart Gelder, correspondant étranger pendant la Guerre civile chinoise, rapporte que dans les grandes villes chinoises comme Shanghai, chaque année 20 000 à 30 000 bébés étaient abandonnés par leurs parents dans l'incapacité de les nourrir. Certains de ces bébés, suffisamment « chanceux », n'étaient gardés par leurs parents que pour être vendus plus tard comme esclaves.

## XXIesiècle
Selon l'ONG australienne Walk Free on recense plus de 3 millions d'esclaves en Chine, en 2016.

## Cas des régions mongoles
Les tribus mongoles qui conquirent la Chine et une grande partie de l'Asie sous Gengis Khan (1206-1227), ont leurs propres habitudes. La liaison de la Chine avec certaines de ses tribus est entérinée sous le règne de Kubilaï Khan, gouverneur de la dynastie Yuan (1234-1368), ainsi que dans différentes autres régions de Russie, Perse et autres pays d'Asie centrale. Guillaume de Rubrouck (1215-1295) décrit la crainte que des confrères ne tombent en esclavagisme chez Batou (Khan mongol sur les terres russes), après que ceux-ci aient demandé s'ils savaient garder les bœufs ou traire les juments. Selon certains auteurs, sous la dynastie Yuan l'esclavage concernait une bonne partie de la population chinoise, notamment pour les punir de leur résistance. Parmi les personnes tombées en esclavage, on peut citer celles qui le sont par dette ou des captifs de guerre, qui deviennent des domestiques ou des soldats-esclaves. Les esclaves peuvent également travailler aux champs, faire de l’ingénierie ou de l'artisanat.